# Eskütt-féle panama
Az Eskütt-féle panama néven elhíresült korrupciós ügy 1921-ben pattant ki. Az ügy kirobbantása mögött a nagybirtokos lobbi állt, valódi célja a népszerű kisgazdapárti földművelésügyi miniszter, Nagyatádi Szabó István és körének lejáratása és politikai meggyengítése volt. A (valós) vád szerint a Földművelésügyi Minisztériumban az agrártermékek kiviteli engedélyéért pénzt kértek és fogadtak el. Konkrét bizonyítékok a Bethlen-kormány akkori kisgazda párti miniszterének, Nagyatádi Szabó Istvánnak a személyi titkára, Eskütt Lajos ellen voltak. A nagybirtokos lobbi azonban igyekezett az ügyet az érdekeit sértő, részleges, demokratikus földkisajátításon alapuló Nagyatádi-féle földreform megvalósításához egyre közelebb kerülő Nagyatádi politikai lejáratására felhasználni.

## A korrupciós ügy kirobbantása
1921-ben a nagybirtokos lobbi Nagyatádi Szabó ellen lejárató koncepciós ügyet szervezett, a jól ismert módszerrel. Általánosan tudott volt, hogy a minisztériumok, hatóságok működését bizonyos mértékű korrupció kíséri, melyekből sohasem lesznek ügyek. Nagyatádi minisztériumában ilyen gyakorlat alakult ki, amikor mezőgazdasági termékekre exportengedélyeket adtak ki kenőpénz ellenében. (1921-ben a mezőgazdasági nyersanyag-hiány mérséklésére a kormány kiviteli engedélyhez kötötte az ilyen árucikkek exportálását. Az intézkedés teret nyitott a korrupciónak, amelyben gyakorlatilag minden fontosabb kormánytag, így Nagyatádi is érintett volt.) A pénzek ráadásul a Kisgazdapárt kasszájába vándoroltak.
Az ügy kirobbantása feltételezhetően a kormányfő, Bethlen támogatásával indult, aki a kormányon belül Nagyatádival szemben a nagybirtokosi érdekeket képviselte. Bethlen, sajtófőnöke, Eckhardt Tibor javaslatára, a média útján kipattintotta a korrupciós ügyeket. Fővádlottként a közvetlen bizonyítékokkal vádolható Eskütt Lajost, Nagyatádi titkárát fogták perbe exportengedélyekért adott kenőpénz elfogadásáért. A letartóztatott Eskütt a nyomozás során Nagyatádira is terhelő vallomást tett. A közvélemény előtt nem volt kétséges, hogy a 25 éves, beosztott Eskütt Nagyatádi utasítására cselekedett, az ügy jelentősen megtépázta Nagyatádi népszerűségét és politikai erejét.

## Bethlen-Nagyatádi kézfogás: pártegyesítés
A botrány hatása alatt Nagyatádi kiszolgáltatottá vált Bethlen István politikai törekvéseivel, elsősorban a Kisgazdapárt felmorzsolását célzó pártegyesítési elképzeléssel szemben. A fokozódó nyomásra Nagyatádi, feladta a titkos választójog programját, és 1922-ben belement pártja egyesítésébe Bethlen konzervatív-keresztény „úri” pártjával (KNEP), Egységes Párt néven. Az új párt elnöke névleg Nagyatádi-Szabó István maradt, és 1924-es haláláig Nagyatádinak mindig „járt” a kisgazda miniszteri poszt, ám Bethlen befolyása innentől megnőtt.
Az új Egységes Párt agrárpártból széles gyűjtőpárttá válva megnyerte az 1922-es választásokat, így Bethlen folytathatta konszolidációs politikáját. Bár a párt hivatalos irányvonala a kisgazdákéhoz állt közelebb, a valóságban azonban Bethlen fokozatosan átformálta a konzervatív-keresztény politikai erők és saját konszolidációs elképzeléseihez.

## Az Eskütt-ügy felélesztése
Közben az Eskütt-ügy már 3 éve húzódva leülni látszott. Ekkor Bethlen politikai ellenfelei újra felélesztették a panamaügyet, hisz azok már nem csak Nagyatádit, hanem a párttárssá lett Bethlent is sújtották. Bethlen próbálta eltussolni az ügyet, Esküttnek titkos egyezségeket, pénzt és emigrálási lehetőséget kínáltak. Ám ő visszautasította, helyettük rehabilitációt és mandátumot követelt.
1924-ben megindult az Eskütt-ügy tárgyalása. Nagyatádit szintén beidézik tanúként. De még előtte Eskütt Lajos súlyosan terhelő vallomást tett Nagyatádira. Ekkor Nagyatádi heves szemrehányást tett Bethlennek: „Most már világosan látom, hogy csak játékszer voltam az urak kezében...” Ezután lemondott miniszteri tárcájáról és szülőfalujába vonult vissza, majd 10 nap múlva otthonában váratlanul meghalt 1924. október 31-én.
A bíróság Esküttet 5 évre ítélte. Eskütt a szabadulása után is bizonyítani próbálta igazát. - Egyes források szerint, mivel ezzel kényelmetlenné vált az érintett felsőbb köröknek - 1933-ban elmegyógyintézetbe zárták, ahonnan csak 1938-ban engedték ki, végül Eskütt 1957-ben, elfeledve halt meg.

## Nagyatádi váratlan halála
Nagyatádi váratlan halála, Eskütt elmegyógyintézetbe zárásával tetézve, utólag találgatásokra adott okot. Egyes források felvetik, hogy, mivel Nagyatádi, letartóztatása esetén szintén terhelő vallomást tehetett volna Bethlenre, Bethlenéknek érdekükben állhatott Nagyatádi halála. Nagyatádi halála után a kisgazdák visszaszorultak az országos politikában, Bethlenék az 1920-as évek második felére vezető politikai erővé erősödtek.